# Mosquée Al-Fattah al-Alim
La mosquée Al-Fattah al-Alim (en arabe : مسجد الفتاح العليم) est la nouvelle grande mosquée de la « nouvelle capitale » de l'Égypte, à quelque 45 km à l'est du Caire. Sa construction a été ordonnée par le président égyptien Abdel Fattah al-Sissi et elle a été inaugurée le 6 janvier 2019 par le président al-Sissi et le grand imam Ahmed el-Tayeb, le même jour que la nouvelle Cathédrale de la Nativité du Caire.